# التهاب مفصل
التهاب مفصل یا آرتریت (به انگلیسی: Arthritis) به برافروختگی مفصل که با ورم و درد و محدودیت حرکت همراه است، گفته می‌شود.(ایجاد عفونت در یک مفصل) فرهنگستان زبان فارسی برای آرتریت، واژه‌های بندآماس و مفصل‌آماس را تصویب کرده‌است.
این التهاب و درگیری می‌تواند عاملی عفونی داشته باشد مانند آرتریت عفونی توسط استافیلوکوک طلایی و تب حاد روماتیسمی (استرپتوکوک) یا عاملی مزمن مانند آرتروز. آرتریت غیر عفونی در آرتریت روماتوئید (روماتیسم مفصلی) و نقرس، آرتریت ری اکتیو و آرتروز نیز دیده می‌شود. آرتریت می‌تواند یک مفصل یا هم‌زمان چند مفصل (پلی آرتریت) را درگیر کند. آرتریت می‌تواند در یک مفصل عودکننده باشد یا مرتب از مفصلی به مفصل دیگری تغییر مکان دهد (مهاجر). گاهی آرتریت صبحگاهی است یعنی صبح‌ها موقع بیدارشدن از خواب مفصل خشک و دردناک است.
معمولاً مفصل درگیر دردناک، متورم و ملتهب است و محدودیت حرکتی دارد.
در آرتریت اغلب سطح مفصلی و غضروف مفصلی درگیر هستند.

## درمان
درمان التهاب مفصل بستگی به عامل ایجادکننده دارد. معمولاً ورزش‌های استقامتی سبک، فیزیوتراپی و رژیم غذایی غنی از کلسیم بخشی ازدرمان را تشکیل می‌دهند.
برای ناراحتی خفیف، استفاده از داروهایی نظیر آسپیرین ممکن است کافی باشد.
در موارد شدید برای کاهش التهاب مفصلی از داروهای ضد التهاب غیر استروئیدی، گاهی تزریق کورتون به داخل مفاصل مبتلا و به ندرت داروهای سرکوبگر دستگاه ایمنی نظیر متوترکسات ممکن است استفاده شود.
برای تخفیف درد مفصلی از گرم کردن مفصل استفاده کنید. برای این منظور استفاده از آب داغ، جریان‌های گردابی، لامپ‌های گرمایی، امواج  فراصوت یا دیاترمی همگی مؤثرند.
گرم کردن مفاصل با روغن های زیتون و سیاهدانه ورزش متداوم و سبک . عسل